# 通山县
通山县在中国湖北省东南部，是咸宁市的一个县。面积2594平方公里，人口約40万人。县人民政府駐通羊镇洋都大道100号。
通山县城是一座群山环抱的山城，通羊河从县城中间穿过。中电投资选址通山县大畈镇建通山核电站。

## 历史
隋合下雉、阳新县为永兴县，通山地为永兴县之一新丰乡。唐太宗贞观之年（627年）公天下为十道，永兴县属江南道鄂州。五代时永兴县属吴王扬行密地，隶武清军。此时将起铁冶，在通山境内置羊山镇（919年）以征赋税。南唐改羊山镇为通羊镇（959年）。宋太祖乾德二年（964年）分永兴县置通山县，立县治所于通羊镇，属鄂州隶武昌郡（旧有青山镇、通羊镇，各摘一字而成通山县名）。

## 人口
根据第七次人口普查数据，截至2020年11月1日零时，通山县常住人口391311人。

## 旅游

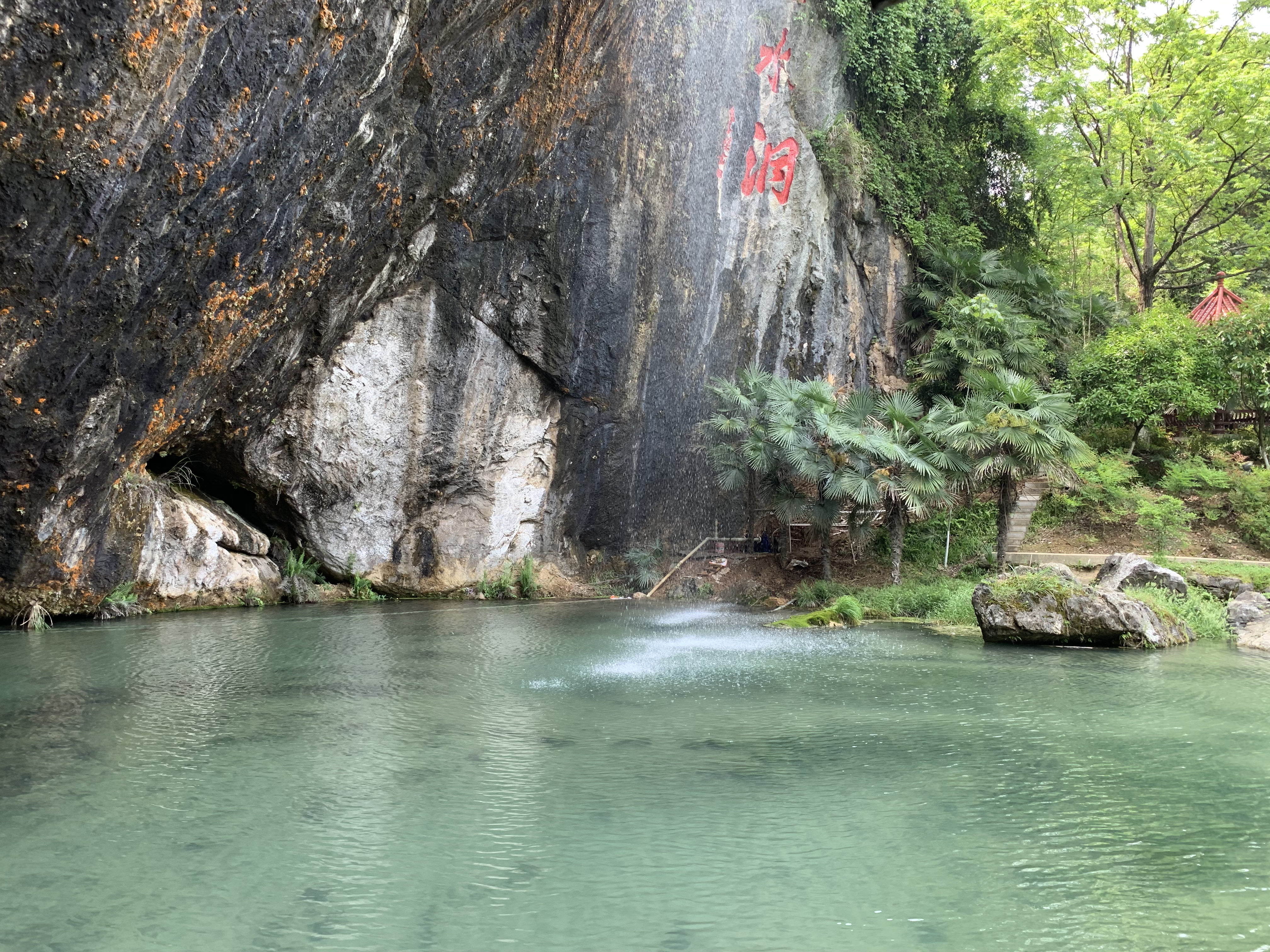
通山县隐水洞地质公园

境内有国家级自然保护区九宫山，是著名的旅游度假胜地。
通山县古迹有九宫山牛迹岭的李自成墓，明末起义军领袖李自成据说死于通山县九宫山。

## 行政区划
通山县下辖8个镇、4个乡：
通羊镇、南林桥镇、黄沙铺镇、厦铺镇、九宫山镇、闯王镇、洪港镇、大畈镇、大路乡、杨芳林乡、燕厦乡、慈口乡、九宫山风景区和通山经济开发区。

## 交通
- 106国道过境。